# Militaire Inlichtingen- en Veiligheidsdienst
De Militaire Inlichtingen- en Veiligheidsdienst (MIVD) is een Nederlandse geheime dienst, die onder verantwoordelijkheid van het Ministerie van Defensie onderzoek doet naar de veiligheid van de krijgsmacht en militaire inlichtingen uit en over het buitenland verzamelt.
De MIVD ontstond in 2002 uit de vroegere Militaire Inlichtingendienst (MID) en is gevestigd op het terrein van de Frederikkazerne in Den Haag. De civiele tegenhanger van de MIVD is de Algemene Inlichtingen- en Veiligheidsdienst (AIVD).

## Geschiedenis

### Voorlopers
De voorloper van alle Nederlandse inlichtingendiensten is de derde sectie van de generale staf (GS III genoemd), die kort voor de Eerste Wereldoorlog werd opgericht. In 1942 werd in Australië tevens de Netherlands Forces Intelligence Service (NEFIS) opgericht, die later in 1948 zou overgaan in de Centrale Militaire Inlichtingendienst, die uiteindelijk in 1950 werd opgeheven wegens de soevereiniteitsoverdracht.
Na de oorlog hadden de Nederlandse krijgsmachtonderdelen elk hun eigen inlichtingendienst: de Marine Inlichtingendienst (MARID), de Landmacht Inlichtingendienst (LAMID) en de Luchtmacht Inlichtingendienst (LUID). In 1987 is een centralisatieoperatie gestart, die tot doel had om de inlichtingendiensten van de diverse krijgmachtsonderdelen samen te voegen en waardoor ze efficiënter konden werken en hoogwaardiger inlichtingen afleveren. Het resultaat was de fusie van de afzonderlijke diensten tot de Militaire Inlichtingendienst (MID) in 1988.

### De MIVD
Met de invoering van Wet op de inlichtingen- en veiligheidsdiensten 2002 (Wiv) in 2002 werd de MID omgedoopt tot Militaire Inlichtingen- en Veiligheidsdienst (MIVD). Na een reorganisatie die enkele jaren heeft geduurd, valt de MIVD rechtstreeks onder de politieke en ambtelijke top van het Ministerie van Defensie.
In 2003 en daarna heeft de MIVD het vooral druk gehad met crisisbeheersingsoperaties, zoals die op de Balkan en in Afghanistan, Irak en Liberia. Zo zijn in 2003 inlichtingenteams en contra-inlichtingen- en veiligheidsteams uitgezonden naar Bosnië, Afghanistan en Irak. Vervolgens werden ook de Nederlandse militaire missies in de Afgaanse provincies Uruzgan (2006-2010) en Kunduz (2011-2013) door de MIVD ondersteund.
Tussen 2002 en 2005 had de MIVD een jaarlijks budget van 60 miljoen euro en zo'n 750 medewerkers. Tussen 2013 en 2015 moest middels een reorganisatie het aantal medewerkers worden teruggebracht van 944 naar 834. In 2014 werd als budget voor de dienst een bedrag van ca. 85 miljoen euro genoemd.
Begin 2017 telde de MIVD zo'n 1000 medewerkers, na een groei van 43 voltijdsbanen in 2015 en 179 functies in 2016 en 2017, waarmee de organisatie in deze 3 jaar met ruim 20% gegroeid is.
In november 2015 werd besloten om de AIVD en de MIVD per 2022 te verhuizen naar een gezamenlijke locatie op de Frederikkazerne in Den Haag. Dit ter bevordering van de onderlinge samenwerking, waarbij de diensten wel hun eigen taakgebied houden. In juni 2021 liet minister Ollongren van binnenlandse zaken weten dat beide diensten inmiddels te groot waren om in één gebouw te worden gehuisvest en dat het plan daarom was afgeblazen. De MIVD krijgt in 2025 wel extra ruimte als samen met de AIVD het voormalige pand van de BVD/AIVD in Leidschendam weer in gebruik wordt genomen.
In 2022 was het budget voor de MIVD verhoogd tot 270 miljoen euro, waar de volgende twee jaar nog 55 miljoen aan toegevoegd zou worden. Het motto van de MIVD is meritum in veritatem discernendo ('Onze verdienste ligt in het onderkennen van de waarheid').

## Organisatie

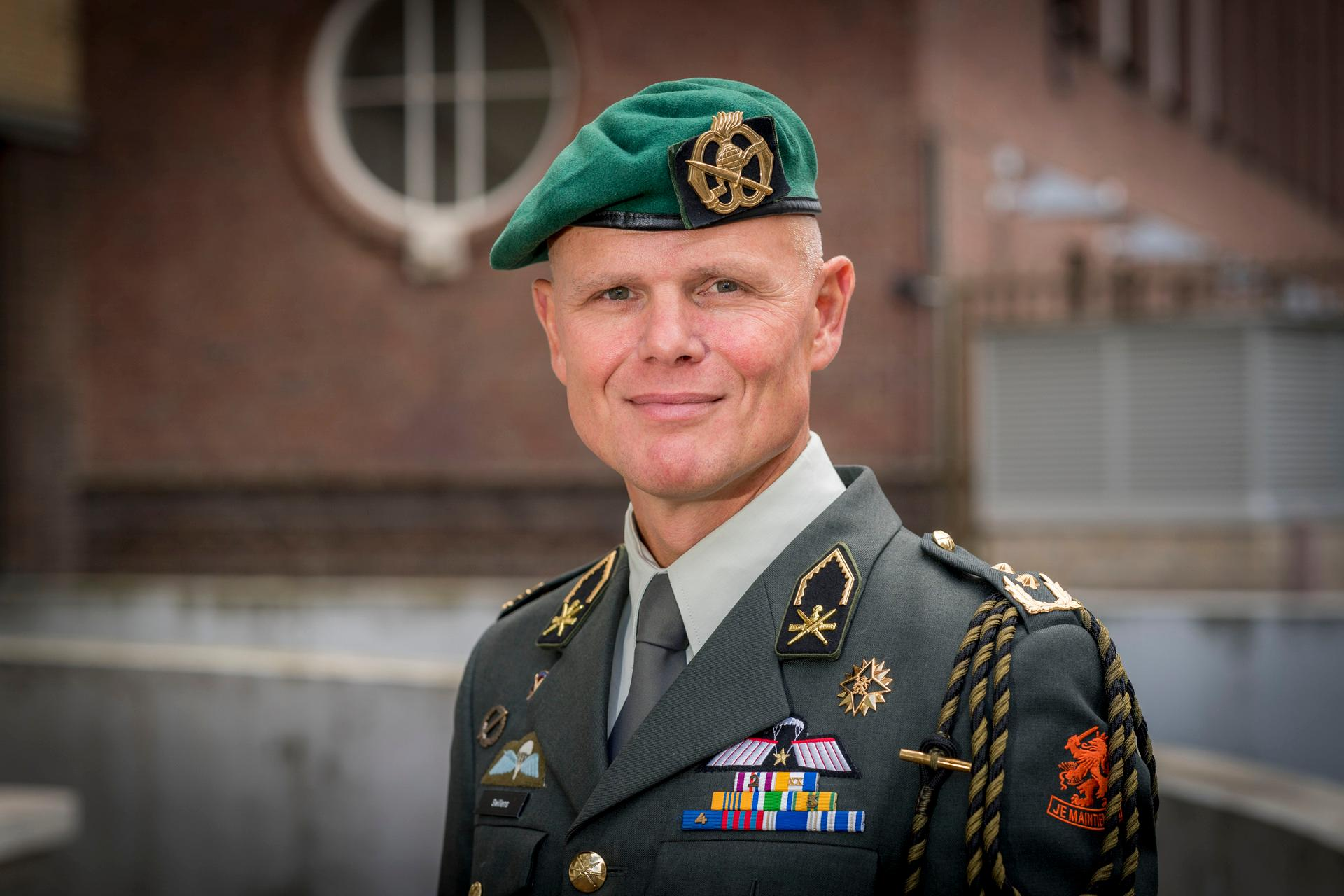
Generaal-majoor Swillens als directeur-MIVD, in 2019

De MIVD valt onder het Ministerie van Defensie en is daarbinnen een bijzondere organisatie-eenheid die rechtstreeks onder de secretaris-generaal valt. Aan het hoofd van de MIVD staat een directeur die wordt bijgestaan door een plaatsvervangend directeur. De directeurs van de MIVD waren tot nu toe:
- 2003-2006: Bert Dedden, generaal-majoor bij de Koninklijke Landmacht (Inf)[11]
- 2006-2011: Pieter Cobelens, generaal-majoor bij de Koninklijke Luchtmacht[12]
- 2011-2016: Pieter Bindt, schout-bij-nacht bij de Koninklijke Marine[13]
- 2016-2019: Onno Eichelsheim, generaal-majoor bij de Koninklijke Luchtmacht[14]
- 2019-2024: Jan Swillens, generaal-majoor bij de Koninklijke Landmacht (Inf)[15]
- 2024-heden: Peter Reesink, vice-admiraal bij de Koninklijke Marine[16][17]

### Afdelingen
Aanvankelijk bestond de MIVD uit de hoofdafdelingen Productie (P) en Bedrijfsvoering (B). De hoofdafdeling Productie omvatte de Afdeling Verbindingsinlichtingen (AVI) en de Afdeling Human Intelligence (AHM) die informatie verzamelden, die door de Afdeling Analyse en Rapportage (AAR) en de Afdeling Contra-Inlichtingen en Veiligheid (ACIV) werd verwerkt tot zogeheten inlichtingenproducten zoals analyses en rapportages voor externe partijen.
Naar aanleiding van het project Weeffouten werd in 2004 besloten tot een reorganisatie van de dienst. Sinds het wegvallen van het Warschaupact als vijand was de noodzaak voor het grotendeels handmatig onderscheppen van hun militair radioverkeer afgenomen, terwijl de sterk geautomatiseerde satellietinterceptie steeds meer data opleverde. Wel was er meer radio-interceptie nodig tijdens het toenemende aantal vredesmissies waar Nederland aan deelnam. Naast deze vredesmissies leidde ook contraterrorisme tot een sterkere vraag naar betere en actuelere analyses. Ten slotte leverden open bronnen en buitenlandse partnerdiensten vaker actuele informatie.
In 2008 was de interne reorganisatie van de MIVD voltooid. Sindsdien telt de MIVD naast het kabinet (KAB) en een stafafdeling voor Bedrijfsvoering (SBV) en voor Juridische Zaken (SJZ), de volgende vijf afdelingen:
- Afdeling Inlichtingen (AI)
- Afdeling Contra-inlichtingen en Veiligheid (ACIV)
- Afdeling Geheime Inlichtingen Operaties (AGIO)
- Dienstencentrum MIVD (DC MIVD)
- Joint Sigint Cyber Unit (JSCU)

De Current Intelligence Unit (CIU) is op 24-uursbasis bezet, mede om contact te onderhouden met de uitgezonden teams van de MIVD.
In 2020 was zo'n 30% van de MIVD-medewerkers via gemeenschappelijke units geïntegreerd met personeel van de zusterdienst AIVD. Dit betreft het Team Caribisch Gebied (TCG), de Unit Contra-Proliferatie (UCP), de Unit Veiligheidsonderzoeken (UVO) en de Joint Sigint Cyber Unit (JSCU).
Een bijzondere functie is de Devil's Advocate (DA), direct ondergeschikt aan de directeur, die sinds 2008 voor een kritische blik op inlichtingenrapportages zorgt.
Bij de MIVD zijn alle functies aangewezen als vertrouwensfunctie, waarvoor een verklaring van geen bezwaar vereist is, na een uitgebreid veiligheidsonderzoek. In 2019 bestond het personeel van de MIVD voor 60% uit burgers en voor 40% uit militairen.
Opleidingen en trainingen op het gebied van inlichtingen en veiligheid worden verzorgd door het Defensie Inlichtingen en Veiligheids Instituut (DIVI) dat op 8 december 2005 werd opgericht en toen 98 medewerkers telde. De opleidingen omvatten ook onderwerpen als militaire geografie, elektronische oorlogsvoering, psychologische operaties en vreemde talen. Bovendien verzorgt het DIVI tolkdiensten voor de Nederlandse defensie-organisatie. Het DIVI is de opvolger van de School Militaire Inlichtingen Dienst (SMID).

### Buitenland
Waar nodig kunnen teams in het buitenland (met name crisisgebieden) worden ingezet, die niet alleen Nederlandse troepen ondersteunen, maar ook ter plekke informatie met partnerdiensten kunnen uitwisselen:
- National Intelligence Cell (NIC, zonder eigen analysecapaciteit)
- National Intelligence Support Team (NIST, met eigen analysecapaciteit)
- National Deployed Sigint Section (NDSS, vooruitgeschoven post in missiegebied)[27]

Daarnaast wordt in missiegebieden ook het Joint ISTAR Commando (JISTARC) van de Nederlandse krijgsmacht ingezet, dat mobiel en ten behoeve van lokale commandanten inlichtingen verzamelt, terwijl de MIVD-teams dat meer vanuit vaste locaties en met het oog op strategische en politieke besluitvorming doen.
Het bureau Externe Relaties coördineert en ondersteunt de samenwerking met buitenlandse partnerdiensten en onderhoudt de contacten met de liaisons die de MIVD op enkele Nederlandse ambassades in het buitenland heeft gestationeerd, alsmede met de liaisons die partnerlanden op hun ambassades in Nederland hebben.

### Personeelsblad
Tussen 2000 en 2011 verschenen ongeveer 60 nummers van het MIVD-personeelsblad Ingelicht, dat in een oplage van 1500 exemplaren werd verspreid binnen de MIVD en het ministerie van Defensie. Alle nummers van het blad zijn door de Stichting Argus online gezet en vormen een bron van informatie over de medewerkers van de MIVD. Namen, functies, soms foto's en soms zelfs details over het gezinsleven van medewerkers, zijn hierin terug te vinden.

## Wettelijk kader

### Taken
Op basis van de Wet op de inlichtingen- en veiligheidsdiensten 2017 heeft de MIVD de volgende taken, die ook wel worden aangeduid met de letter waaronder zij in art. 10 lid 2 van die wet worden opgesomd:
- A-taak: Inlichtingen verzamelen over het militaire potentieel van andere landen, om het eigen leger beter te kunnen inrichten en benutten.
- B-taak: Veiligheidsonderzoeken doen naar kandidaten voor vertrouwelijke functies bij Defensie en toeleveranciers van Defensie.
- C-taak: Informatie verzamelen ter preventie van activiteiten die de veiligheid of de paraatheid van de krijgsmacht schaden (ook wel aangeduid als de veiligheids- of contra-inlichtingentaak).
- D-taak: Maatregelen nemen om de veiligheid en de paraatheid van de krijgsmacht te beschermen, waaronder de beveiliging van geheime militaire informatie.
- E-taak: Het doen van onderzoek betreffende andere landen en thema's die door de regering zijn aangewezen. Het gaat daarbij om onderwerpen met een militaire relevantie, of ook over gebieden waar het Nederlandse leger als vredesmacht wordt ingezet (of ingezet zou kunnen worden).
- F-taak: Dreigingsanalyses opstellen met betrekking tot personen, zaken en plaatsen die van militair belang zijn.

### Bevoegdheden
Voor het uitvoeren van deze taken gebruikt de MIVD in eerste instantie openbare bronnen. Wanneer de benodigde informatie hiermee echter niet of niet tijdig verzameld kan worden, kan de MIVD gebruikmaken van enkele ingrijpende opsporingsbevoegdheden, die buiten de inlichtingendienst bijzondere opsporingsbevoegdheden heten. Dit betreft onder andere (met het betreffende wetsartikel van de Wiv 2002, resp. de Wiv 2017):
- Observeren en volgen van personen (art. 20 Wiv 2002; art. 40 Wiv 2017)
- Onder een dekmantel verzamelen van informatie (art. 21 Wiv 2002; art. 41 Wiv 2017)
- Computers binnendringen door middel van hacken (art. 24 Wiv 2002; art. 45 Wiv 2017)
- Door middel van een telefoontap of internettap gericht communicatie onderscheppen (art. 25 Wiv 2002; art. 47 Wiv 2017)
- Ongericht elektronisch communicatieverkeer onderscheppen en analyseren (onder art. 26 & 27 Wiv 2002 mocht dit alleen voor draadloze signalen, onder art. 48 t/m 50 Wiv 2017 ook voor kabelgebonden verkeer)
- Gebruikersgegevens opvragen bij telecommunicatiebedrijven (art. 28 & 29 Wiv 2002; art. 54 & 55 Wiv 2017)

Net als de Wiv 2002 bepaalt ook de Wiv 2017 dat de meeste van deze bevoegdheden alleen mogen worden ingezet na schriftelijke toestemming van de Minister van Defensie. Deze toestemming mag alleen verleend worden als sprake is van:
- Noodzakelijkheid (de methode is nodig voor de inlichtingen- of veiligheidstaak)
- Proportionaliteit (de middelen staan in verhouding tot het te bereiken doel)
- Subsidiariteit (het doel kan niet met minder zware middelen bereikt worden)

Voor het uitoefenen van deze bevoegdheden hebben medewerkers van de MIVD toegang tot alle plaatsen die nodig zijn om bijv. "observatie- en registratiemiddelen" aan te brengen (art. 30 Wiv 2002). De ambtenaren van de MIVD bezitten geen bevoegdheid tot het opsporen van strafbare feiten en dragen geen wapens.
Politieke en militaire informatie uit het buitenland wordt ook verkregen van de defensieattachés die op Nederlandse ambassades gestationeerd zijn. Zij mogen daarbij echter geen gebruik maken van bijzondere bevoegdheden.
Alle aanvragen, verlengingen en beëindigingen voor, resp. van de inzet van bijzondere bevoegdheden worden bij de MIVD geregistreerd in een centraal registratiesysteem.

## Activiteiten
De inlichtingen die de MIVD vergaart kunnen worden onderverdeeld in strategische inlichtingen en operationele inlichtingen:
- Strategische inlichtingen zijn inlichtingen die de regering of de legerleiding nodig heeft om beleid te kunnen maken, bijvoorbeeld, inlichtingen over proliferatie van kernwapens.
- Operationele inlichtingen zijn inlichtingen die een legeronderdeel nodig heeft om taken in een crisisgebied uit te voeren, bijvoorbeeld inlichtingen over de toestand van wegen en bruggen. De directe ondersteuning van de Chef Defensiestaf op het gebied van operationele inlichtingen wordt, in jargon, de J2-functionaliteit genoemd.

Ook terrorismebestrijding vraagt veel aandacht van de MIVD, die zich daarbij vooral richt op de defensiebelangen. Daarnaast verzamelt de MIVD inlichtingen op het gebied van proliferatie van nucleaire, biologische en chemische wapens.
De beveiliging van de eigen krijgsmacht vormt een belangrijke taak van de MIVD, die bijvoorbeeld toestemming moet geven voor het maken of publiceren van luchtfoto's.
Daarnaast voert de MIVD veiligheidsonderzoeken uit naar mensen die een vertrouwensfunctie bekleden bij het Ministerie van Defensie, de krijgsmacht of zogeheten vitale defensietoeleverbedrijven.
Periodiek en incidenteel onderzoek naar de aanwezigheid van afluisterapparatuur in ruimtes van Defensie waar met staatsgeheime informatie wordt gewerkt, wordt gedaan door een team voor Elektronische Veiligheidsonderzoeken (EVO).

### Inlichtingen- en ambtsberichten
De inlichtingen die de MIVD verzamelt worden verwerkt in inlichtingenberichten en ambtsberichten. Deze laatste bevatten alleen niet-geheime feitelijke informatie en zijn bedoeld voor externe instanties die zo nodig actie kunnen ondernemen, zoals burgemeesters of de politie. Inlichtingenberichten bevatten naast feitelijke informatie ook een duiding en zijn staatsgeheim. Deze zijn alleen bedoeld voor bewindspersonen en overheidsinstanties en mogen niet met de buitenwereld gedeeld worden.
Inlichtingenberichten over cyberdreigingen kunnen sinds 2020 vergezeld gaan van een cyberadvies, met daarin concrete adviezen om de weerbaarheid tegen bepaalde dreigingen te vergroten, bijvoorbeeld bij bedrijven waar met staatsgeheime (defensie)informatie gewerkt wordt.

### Aantallen
In 2009 werden door de MIVD 53 taps uitgezet (tegen 1078 door de AIVD en 26.425 telefoontaps door de politie). Het is niet duidelijk of het hierbij gaat om telefoon- of internettaps, dan wel of gebruik is gemaakt van microfoons om gesprekken op te vangen. In maart 2018 werden ook de tapstatistieken voor de jaren 2002 t/m 2017 gepubliceerd. Sindsdien wordt in de jaarverslagen telkens het aantal gerichte intercepties uit het betreffende jaar vermeld.
| Aantallen gerichte telefoon-, internet- en microfoontaps door de MIVD | Aantallen gerichte telefoon-, internet- en microfoontaps door de MIVD | Aantallen gerichte telefoon-, internet- en microfoontaps door de MIVD | Aantallen gerichte telefoon-, internet- en microfoontaps door de MIVD | Aantallen gerichte telefoon-, internet- en microfoontaps door de MIVD | Aantallen gerichte telefoon-, internet- en microfoontaps door de MIVD | Aantallen gerichte telefoon-, internet- en microfoontaps door de MIVD | Aantallen gerichte telefoon-, internet- en microfoontaps door de MIVD | Aantallen gerichte telefoon-, internet- en microfoontaps door de MIVD | Aantallen gerichte telefoon-, internet- en microfoontaps door de MIVD | Aantallen gerichte telefoon-, internet- en microfoontaps door de MIVD | Aantallen gerichte telefoon-, internet- en microfoontaps door de MIVD | Aantallen gerichte telefoon-, internet- en microfoontaps door de MIVD | Aantallen gerichte telefoon-, internet- en microfoontaps door de MIVD | Aantallen gerichte telefoon-, internet- en microfoontaps door de MIVD | Aantallen gerichte telefoon-, internet- en microfoontaps door de MIVD | Aantallen gerichte telefoon-, internet- en microfoontaps door de MIVD | Aantallen gerichte telefoon-, internet- en microfoontaps door de MIVD | Aantallen gerichte telefoon-, internet- en microfoontaps door de MIVD | Aantallen gerichte telefoon-, internet- en microfoontaps door de MIVD | Aantallen gerichte telefoon-, internet- en microfoontaps door de MIVD | Aantallen gerichte telefoon-, internet- en microfoontaps door de MIVD | Aantallen gerichte telefoon-, internet- en microfoontaps door de MIVD | Aantallen gerichte telefoon-, internet- en microfoontaps door de MIVD |
|                                                                       | 2002                                                                  | 2003                                                                  | 2004                                                                  | 2005                                                                  | 2006                                                                  | 2007                                                                  | 2008                                                                  | 2009                                                                  | 2010                                                                  | 2011                                                                  | 2012                                                                  | 2013                                                                  | 2014                                                                  | 2015                                                                  | 2016                                                                  | 2017                                                                  | 2018                                                                  | 2019                                                                  | 2020                                                                  | 2021                                                                  | 2022                                                                  | 2023                                                                  | 2024                                                                  |
| --------------------------------------------------------------------- | --------------------------------------------------------------------- | --------------------------------------------------------------------- | --------------------------------------------------------------------- | --------------------------------------------------------------------- | --------------------------------------------------------------------- | --------------------------------------------------------------------- | --------------------------------------------------------------------- | --------------------------------------------------------------------- | --------------------------------------------------------------------- | --------------------------------------------------------------------- | --------------------------------------------------------------------- | --------------------------------------------------------------------- | --------------------------------------------------------------------- | --------------------------------------------------------------------- | --------------------------------------------------------------------- | --------------------------------------------------------------------- | --------------------------------------------------------------------- | --------------------------------------------------------------------- | --------------------------------------------------------------------- | --------------------------------------------------------------------- | --------------------------------------------------------------------- | --------------------------------------------------------------------- | --------------------------------------------------------------------- |
| Taps:                                                                 | 0                                                                     | 0                                                                     | 19                                                                    | 21                                                                    | 21                                                                    | 30                                                                    | 39                                                                    | 77                                                                    | 55                                                                    | 70                                                                    | 64                                                                    | 85                                                                    | 65                                                                    | 138                                                                   | 382                                                                   | 348                                                                   | 309                                                                   | 879                                                                   | 1236                                                                  | 871                                                                   | 704                                                                   | 2666                                                                  | 5397                                                                  |

In 2014 heeft de MIVD aan 2 personen een notificatie gestuurd om te laten weten dat een bijzondere bevoegdheid tegen hen is ingezet. Nadien is daarin een grote achterstand ontstaan, maar die was in 2018 weggewerkt. Vier personen kregen in dat jaar een notificatie.
De aantallen veiligheidsonderzoeken die verricht werden door de MIVD, alsmede de aantallen geweigerde en ingetrokken Verklaringen van Geen Bezwaar (VGB), zijn te vinden in de onderstaande tabel:
| Veiligheidsonderzoeken verricht door de MIVD | Veiligheidsonderzoeken verricht door de MIVD | Veiligheidsonderzoeken verricht door de MIVD | Veiligheidsonderzoeken verricht door de MIVD | Veiligheidsonderzoeken verricht door de MIVD | Veiligheidsonderzoeken verricht door de MIVD | Veiligheidsonderzoeken verricht door de MIVD | Veiligheidsonderzoeken verricht door de MIVD | Veiligheidsonderzoeken verricht door de MIVD | Veiligheidsonderzoeken verricht door de MIVD | Veiligheidsonderzoeken verricht door de MIVD | Veiligheidsonderzoeken verricht door de MIVD | Veiligheidsonderzoeken verricht door de MIVD | Veiligheidsonderzoeken verricht door de MIVD | Veiligheidsonderzoeken verricht door de MIVD | Veiligheidsonderzoeken verricht door de MIVD |
|                                              | 2006                                         | 2007                                         | 2008                                         | 2009                                         | 2010                                         | 2011                                         | 2012                                         | 2013                                         | 2014                                         | 2015                                         | 2016                                         | 2017                                         | 2018                                         | 2019                                         | 2020                                         |
| -------------------------------------------- | -------------------------------------------- | -------------------------------------------- | -------------------------------------------- | -------------------------------------------- | -------------------------------------------- | -------------------------------------------- | -------------------------------------------- | -------------------------------------------- | -------------------------------------------- | -------------------------------------------- | -------------------------------------------- | -------------------------------------------- | -------------------------------------------- | -------------------------------------------- | -------------------------------------------- |
| Onderzoeken                                  | 33.032                                       | 30.958                                       | 31.809                                       | 24.717                                       | 18.000                                       | 14.000                                       | 15.000                                       | 17.000                                       | 18.500                                       | 19.500                                       | 18.500                                       | 17.106                                       | 17.250                                       | 16.882                                       | 15.076                                       |
| Weigeringen                                  | 217                                          | 200                                          | 89                                           | 144                                          | 135                                          | 15                                           | 92                                           | 86                                           | 80                                           | 60                                           | 21                                           | -                                            | 23                                           | 27                                           | 41                                           |
| Intrekkingen                                 | 13                                           | 12                                           | 6                                            | 15                                           | 5                                            | 7                                            | 59                                           | 35                                           | 32                                           | 23                                           | 18                                           | -                                            | -                                            | -                                            | -                                            |

### Actuele aandachtsgebieden

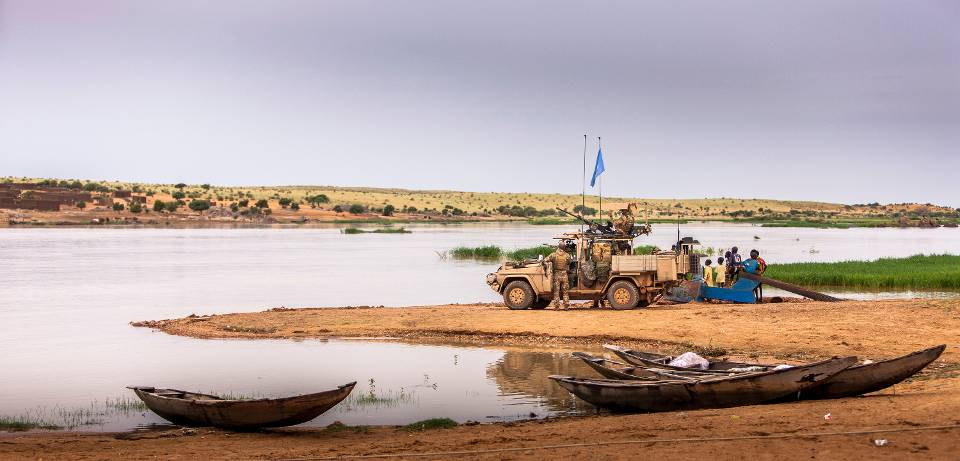
Nederlandse militairen van de MINUSMA-missie in Mali

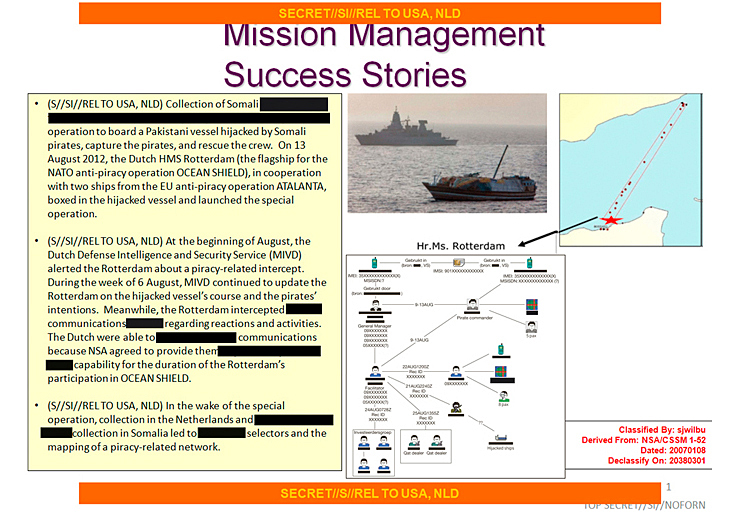
Dia uit een NSA-presentatie over de samenwerking met de MIVD ter bestrijding van Somalische piraten

Blijkens het jaarverslag van de MIVD over 2014, hield de dienst zich met de volgende onderwerpen bezig:
- Na de ramp met vlucht MH17 ondersteunde de MIVD de repatriëring van de stoffelijke overschotten en kreeg de verhouding tussen de Russische Federatie en Oekraïne versterkte aandacht.
- De MIVD leverde analyses en inlichtingen ter ondersteuning van de Nederlandse inbreng in Afghanistan en volgt daartoe zowel de strategische ontwikkelingen als de activiteiten van opstandelingen.
- In Mali verzamelen Nederlandse troepen inlichtingen ten behoeve van de VN-missie MINUSMA, waartoe de MIVD de politieke ontwikkelingen en de veiligheidssituatie in dat land onderzoekt.
- Rond de Hoorn van Afrika draagt Nederland bij aan de bestrijding van piraterij op zee, waarvoor de MIVD inlichtingen en contra-inlichtingen leverde. Ook werden piratennetwerken in Somalië onderzocht (documenten uit de Snowden-onthullingen lieten zien dat de MIVD in 2012 zowel via het satellietstation in Burum als via de HMS Rotterdam Somalisch telefoonverkeer onderschepte en met de NSA deelde, die daarmee piratennetwerken in kaart bracht).[27][40]
- Met de opkomst van ISIS werden de ontwikkelingen in Noord-Irak in versterkte mate gevolgd en werd gekeken naar eventuele bedreigingen voor de Nederlandse defensieonderdelen die aan de internationale krijgsmacht in die regio deelnemen.
- Een gezamenlijk team van MIVD en AIVD houdt zich bezig met de militaire en politieke ontwikkelingen rondom de burgeroorlog in Syrië en de gevolgen daarvan voor Libanon.

De MIVD doet ook onderzoek naar landen en regio's waar Nederlandse troepen bij kleinere internationale missies betrokken zijn, zoals Egypte, de Palestijnse Gebieden, Iran en de Perzische Golf, Libië, de Golf van Guinee, Zuid-Sudan en Burundi.
Daarnaast werd in 2014 aandacht besteed aan de strategische ontwikkelingen in China en verzamelt het gezamenlijke Team Caribisch Gebied (TCG) van MIVD en AIVD inlichtingen en achtergrondinformatie uit Latijns-Amerika en het Caraïbisch gebied, met name met betrekking tot Venezuela; onder meer vanwege de aanwezigheid van de Nederlandse krijgsmacht in die regio.
Sinds 2008 werken AIVD en MIVD samen in de Unit Contraproliferatie (UCP), om onderzoek te doen naar landen en bedrijven die verdacht worden van verspreiding (proliferatie) van massavernietigingswapens. In 2014 konden hierdoor diverse zendingen van verdachte goederen verhinderd worden.

### Spraakmakende zaken
De specifieke activiteiten en onderzoeksmethodes van de MIVD zijn staatsgeheim. Desondanks zijn in de loop der tijd onder meer de volgende concrete zaken onthuld en in de publiciteit gekomen:
- In 2003 werd de Nederlandse onderzeeboot Walrus ingezet om tijdens operatie Enduring Freedom gesprekken en andere data van terroristen te verzamelen. Deze werden in bulk en zonder ze te filteren aan Amerikaanse inlichtingendiensten overgedragen. Minister Henk Kamp van Defensie kon niet uitsluiten dat de Amerikanen deze data ook voor de oorlog in Irak zouden gebruiken, waar Nederland niet aan deelnam.[42]
- In 2006 en 2007 had de Nederlandse zakenman Ibrahim A. in Afghanistan velerlei ondersteunende werkzaamheden voor de MIVD verricht, maar desondanks nooit de status van agent gekregen, terwijl hij onder de codenaam "de Windhond" onder andere informatie over belangrijke Afghaanse personen aan de dienst doorspeelde. Toen de operatie in 2007 onverwacht beëindigd werd, raakte hij onder meer zijn bedrijf kwijt en kwam hij ook persoonlijk in gevaar. De zakenman kreeg in 2012 door het Ministerie van Defensie een schadevergoeding van 500.000 euro aangeboden, maar vond dat te laag en begon in 2015 een rechtszaak.[43] In augustus 2016 bepaalde de rechtbank Den Haag dat het ministerie een schadevergoeding van ruim 1,1 miljoen euro aan Ibrahim A. moest betalen.[44]
- Na een eerdere succesvolle evacuatie uit Misrata, werd op 27 februari 2011 besloten een Nederlander vanuit Sirte in Libië te evacueren. Hiervoor werd 's middags vanaf de Hr.Ms. Tromp aan de MIVD verzocht om inlichtingen over de situatie, maar mede vanwege een lagere bezetting in het weekend, reageerde de dienst pas om kwart voor 1 's nachts. Ondertussen was de evacuatiepoging al ingezet, maar deze mislukte, waarna drie Nederlandse militairen en de evacué door het Libische regime werden opgepakt.[45]

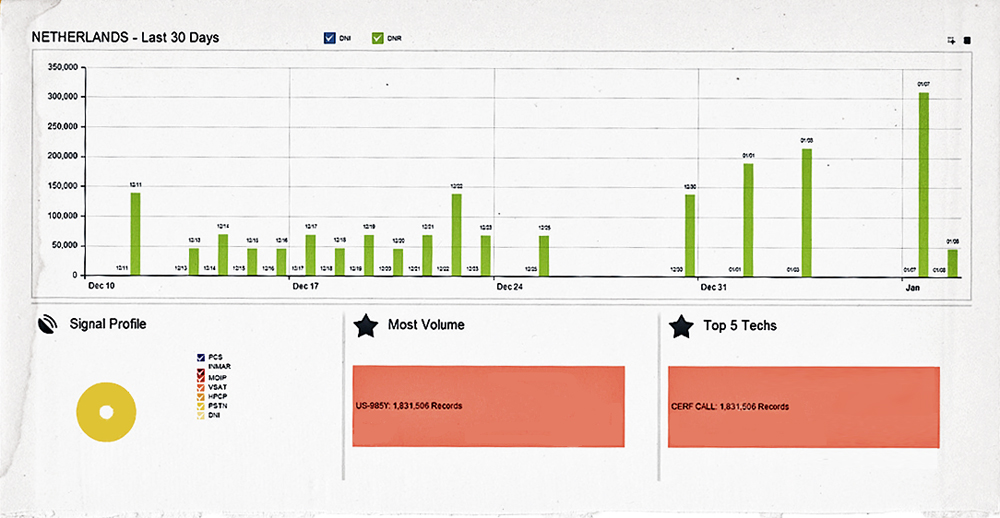
Grafiek uit het NSA-programma BOUNDLESSINFORMANT met daarin de 1,8 miljoen metadata die Nederland verzameld en met de NSA gedeeld heeft

- De MIVD bleek eind 2012 via de NSO 1,8 miljoen metadata te hebben verzameld "in het kader van terrorismebestrijding en militaire operaties in het buitenland" en deze te hebben gedeeld met de Verenigde Staten.[46] Het getal van 1,8 miljoen was in oktober 2013, in het kader van de Snowden-onthullingen, naar voren gekomen uit een grafiek, waarvan de media aanvankelijk berichtten dat die betrekking had op Nederlandse telefoongesprekken die door de Amerikaanse NSA zouden zijn onderschept. Ook minister van Binnenlandse Zaken Plasterk verkeerde in die veronderstelling, maar moest daar in februari 2014 noodgedwongen publiekelijk op terugkomen, waardoor zijn positie in gevaar kwam.[47] In maart 2014 oordeelde toezichthouder CTIVD dat het structureel uitwisselen van "(ruwe) metagegevens verkregen uit ongerichte interceptie" aan de wettelijke vereisten voldeed, maar niettemin onrechtmatig was omdat niet de juiste toestemming was gevraagd.[48]
- In februari 2018 liet majoor Marco Kroon, in 2009 onderscheiden met de Militaire Willems-Orde, weten dat hij in 2007 in Kabul actief was voor een spionagemissie van de MIVD. Alleen of samen met collega's was hij in burgerkleding op pad, vanuit een safehouse. Daarbij werd hij door een vijand gevangengenomen en gemarteld. Na te zijn vrijgekomen kwam Kroon zijn ontvoerder opnieuw tegen en schoot deze toen uit zelfverdediging dood.[49] Het Ministerie van Defensie verzocht het programma Nieuwsuur niet verder over deze zaak te berichten, aangezien het om staatsgeheime informatie zou gaan en er mensenlevens in gevaar zouden kunnen komen.[50]
- Op 4 oktober 2018 maakte het Ministerie van Defensie tijdens een opvallend gedetailleerde persconferentie bekend dat in april 2018 medewerkers van de Russische militaire inlichtingendienst GROe (of GRU) hadden geprobeerd het Wi-Fi-netwerk van het hoofdkantoor van de OPCW in Den Haag te hacken. De operatie werd door de MIVD verstoord waarna de vier op heterdaad betrapte Russen het land werden uitgezet.[51][52]
- In februari 2022 stelde het Openbaar Ministerie een onderzoek in naar de dood van Hans van de Ven, die tot 1998 hoofd signaalanalyse van de Militaire Inlichtingendienst (MID), de voorloper van de MIVD, was.[53] Alszodanig nam Van de Ven deel aan de bijeenkomsten van Maximator, een samenwerkingsverband voor Sigint waar Denemarken, Duitsland, Frankrijk, Nederland en Zweden aan deelnemen. In de media werd gesuggereerd dat verdachte omstandigheden rond zijn overlijden in februari 2021 wellicht te maken kunnen hebben met het feit dat in 2020 het bestaan van Maximator uitlekte.[54]
- Op 3 maart 2022 werd bekend gemaakt dat de MIVD een botnet had ontdekt van de hackersgroep "Sandworm", onderdeel van de Russische miltaire inlichtingendienst GRU, waarvoor duizenden routers van particulieren en kleine ondernemingen waren gehackt, waaronder een klein aantal in Nederland.[55]
- In juni 2023 werd bekend dat de MIVD ergens begin 2022 van een menselijke bron in Oekraïne vernam dat er vanuit dat land plannen waren om de gaspijpleiding Nord Stream 2 te saboteren. De MIVD gaf dit door aan de Amerikaanse inlichtingendienst CIA, die in juni 2022 Oekraïne waarschuwde om dat niet te doen. In september van dat jaar werd de pijpleiding door vooralsnog onbekende daders alsnog opgeblazen.[56]

## Samenwerking

### Nationaal

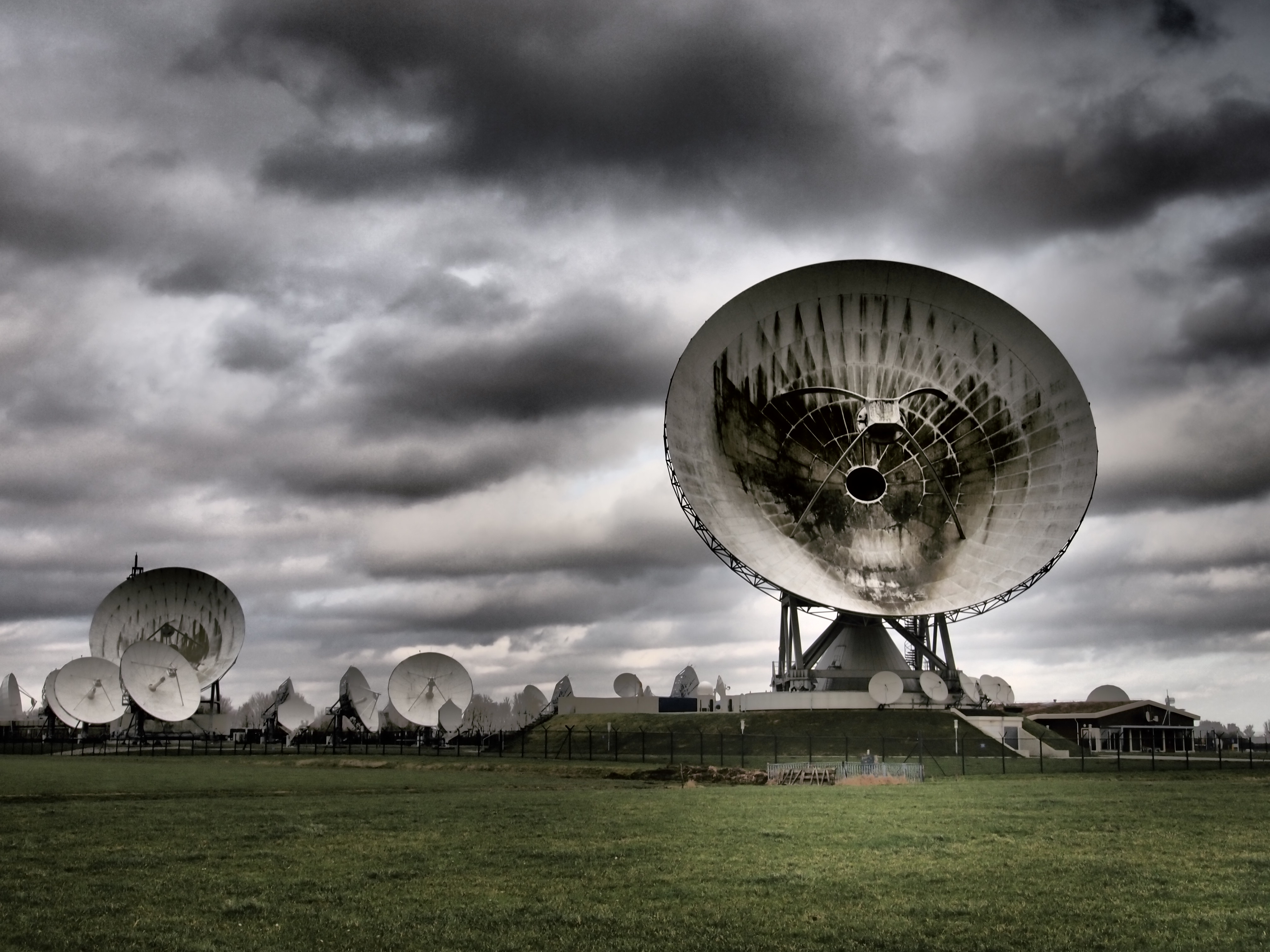
Het Satellietgrondstation (SGS) Burum in Friesland, waar de JSCU namens MIVD en AIVD satellietcommunicatie kan onderscheppen

Voor het afluisteren van radioverkeer en satellietcommunicatie werkt de MIVD samen met de AIVD in de vorm van de in 2014 operationeel geworden Joint SIGINT Cyber Unit (JSCU). Deze is de opvolger van de in 2003 opgerichte Nationale Sigint Organisatie (NSO). Om sneller en makkelijker informatie met de AIVD te kunnen delen kwam er een gezamenlijk datadomein en werden begin 2021 een 'Ruslandhuis' en een 'Chinahuis' opgericht waarin beide diensten hun expertise over die beide landen bundelden.
Voor overleg over en onderzoek naar methodes voor interceptie, decryptie en signaalanalyse is er het Platform Interceptie Decryptie en Signaalanalyse (PIDS), waar de MIVD namens het ministerie van Defensie aan deelneemt. Daarnaast is er het Platform 13, voor overleg tussen de overheid en een aantal telecommunicatie-aanbieders.
Met de Nationaal Coördinator Terrorismebestrijding en Veiligheid (NCTV) werken MIVD en AIVD samen ten behoeve van het Nationaal Detectie Netwerk (NDN), dat bedoeld is om vitale Nederlandse infrastructuur te beschermen tegen cyberdreigingen.
Onder de naam Cyber Analyse Team-5 (CAT-5) wisselen de AIVD, de MIVD, het Nationaal Cyber Security Centrum (NCSC) en de Nationale politie technische en operationele informatie uit om digitale aanvallen te detecteren en te voorkomen.
Met de AIVD, het Nationaal Cyber Security Centrum (NCSC), de Nationale Politie en het Openbare Ministerie werkt de MIVD samen in de Cyber Intel/Info Cel (CIIC), die in 2020 werd opgericht om sneller informatie uit te wisselen over cyberdreigingen en -incidenten en deze gezamenlijk te analyseren. De CIIC is gehuisvest bij het NCSC, juridisch verantwoordelijk is de AIVD.

### Internationaal
De MIVD werkt in bilateraal verband samen met buitenlandse (militaire) diensten en internationale organisaties. Deze partners kunnen wisselen al naargelang zij een bijdrage kunnen leveren aan de Nederlandse informatiebehoefte. Inlichtingen worden gedeeld op basis van wederkerigheid ("quid pro quo"), maar ook wordt gekeken naar de betrouwbaarheid van de partnerdienst, hoe deze omgaat met mensenrechten en het democratisch kader.
De voorwaarden voor zulke samenwerking zijn vastgelegd in overeenkomsten die meestal Memoranda of Understanding (MoU) genoemd worden.
Net als de AIVD, onderscheidt ook de MIVD de volgende vormen van samenwerking:
- Protocollaire samenwerking, waarbij alleen formele contacten worden onderhouden;
- Analytische samenwerking, waarbij algemene actuele informatieposities worden uitgewisseld;
- Operationele samenwerking, waarbij specifieke methodes, bronnen en/of persoonsgegevens worden uitgewisseld.[62]

Voor bestaande of nieuwe samenwerkingsrelaties stelt de MIVD een zogeheten wegingsnotitie op, waarin "wordt afgewogen of samenwerking wenselijk is, welke samenwerkingsvormen mogelijk zijn en welke voorwaarden daarbij gelden." In 2015 waren 18 buitenlandse diensten als "strategische partnerdienst" aangemerkt en was voor 17 daarvan een dergelijke notitie opgesteld. In 2016 volgen naar verwachting wegingsnotities voor nog zo'n 20 andere diensten.
Naast de bilaterale samenwerkingsrelaties neemt de MIVD ook deel aan enkele multilaterale samenwerkingsverbanden. In het kader van de NAVO gaat het daarbij om ondersteuning van NAVO-missies, adviserend overleg in het Military Intelligence Commitee (MIC) en worden inlichtingen uitgewisseld via het Battleﬁeld Information Collection and Exploitation System (BICES). Voorts levert de MIVD inlichtingen ten behoeve van EU-missies via de Militaire Staf van de Europese Unie (EUMS) en neemt zij deel aan de Multinational Industrial Security Working Group (MISWG) voor cybersecurity in de defensie-industrie .

#### SIGINT-uitwisseling
Als opvolger van de MID, is de MIVD ook lid van de SIGINT Seniors Europe (SSEUR), een samenwerkingsverband waarbinnen de militaire of afluisterdiensten van de vijf UKUSA-landen (de "Five Eyes") en negen Europese staten hun behoefte aan militaire signals intelligence coördineren. Informatie en data worden uitgewisseld via het Signals Intelligence Data System (SIGDASYS). Uit de Snowden-onthullingen bleek dat deze groep, naar het ledental, ook als de "14 Eyes" worden aangeduid.
Blijkens een NSA-document van januari 2013 maakte Nederland ook deel uit van de Afghanistan SIGINT Coalition (AFSC), bestaande uit dezelfde 14 landen als de SIGINT Seniors Europe. Elk van de deelnemende landen was verantwoordelijk voor een bepaald terrein en deelde rapportages en metadata over dat gebied met de andere leden.
In een interview met de Volkskrant en Nieuwsuur van 21 januari 2015 noemde voormalig NSA-medewerker Edward Snowden de Nederlandse inlichtingendiensten ondergeschikten en "schoothondjes" van de Amerikanen, iets dat door AIVD-baas Bertholee "bullshit" genoemd werd en ook door inlichtingenexperts als overdreven werd aangemerkt.

## Politieke aansturing
De politieke aansturing van de MIVD gebeurt door de Raad voor de Veiligheids- en Inlichtingendiensten (RVI). Dit is een onderraad van de ministerraad waarin de volgende ministers bij elkaar komen voor overleg over de activiteiten van de AIVD en de MIVD:
| - Minister van Algemene Zaken (voorzitter) - Minister van Binnenlandse Zaken en Koninkrijksrelaties - Minister van Defensie | - Minister van Buitenlandse Zaken - Minister van Justitie en Veiligheid |

In de RVI hebben bovendien de directeur-generaal van de AIVD en de directeur van de MIVD zitting. De concrete aansturing geschiedt sinds het inwerkingtreden van de Wiv 2017 door middel van de ‘Geïntegreerde Aanwijzing voor de Inlichtingen- en Veiligheidsdiensten’ (GA). Dat is een staatsgeheim stuk waarin de RVI elke vier jaar bepaalt wat de inlichtingenbehoeftes van de verschillende betrokken ministeries zijn en wat, in overleg met de AIVD en de MIVD, de prioriteiten van deze diensten dienen te zijn. Op basis van de GA stelt de MIVD dan een jaarplan op.
Voorheen was het de minister-president die de landen en thema's aanwees waar de MIVD speciaal onderzoek naar moest verrichten, rekening houdend met de behoeftes van de ministeries van Algemene Zaken, Buitenlandse Zaken, Binnenlandse Zaken en Veiligheid & Justitie. De betreffende landen en onderwerpen werden vastgelegd in het Aanwijzingsbesluit Buitenlandtaak (AWB of ABB) die in de Staatscourant werd gepubliceerd, maar waarbij de gedetailleerde invulling in een geheime bijlage stond. De RVI kwam in 2010 voort uit de Raad voor Nationale Veiligheid (RNV), die na de aanslagen in Madrid in 2004 was ingesteld.
De besluitvorming in de RVI wordt ambtelijk voorbereid in de Commissie voor de Veiligheids- en Inlichtingendiensten (CVIN), voorheen het Comité Verenigde Inlichtingendiensten Nederland (CVIN) geheten. Deze commissie bestaat uit de secretaris-generaal van het Ministerie van Algemene Zaken in diens hoedanigheid van Coördinator Inlichtingen- en Veiligheidsdiensten, de directeur-generaal van de AIVD en de directeur van de MIVD. Als equivalent van het CVIN voor terrorisme was er van 2004 t/m 2012 het Gezamenlijk Comité Terrorismebestrijding (GCT), dat onder voorzitterschap stond van de Nationaal Coördinator Terrorismebestrijding en Veiligheid (NCTV).

## Extern toezicht
Op basis van de Wet inlichtingen- en veiligheidsdiensten is de Commissie van Toezicht op de Inlichtingen- en Veiligheidsdiensten (CTIVD) ingesteld. Deze commissie werd op 1 juli 2003 geïnstalleerd en is belast met het toezicht achteraf op het handelen van de diensten bij de uitvoering van de Wiv 2002 en de Wet veiligheidsonderzoeken (Wvo). Hierbij wordt echter alleen getoetst op rechtmatigheid en niet op doelmatigheid. De commissie kan gevraagd en ongevraagd de betrokken ministers inlichten en adviseren over haar bevindingen.
De Tweede Kamer is verantwoordelijk voor de democratische controle van de MIVD. Als het gaat om informatie die geheim moet blijven, wordt dit besproken in de Commissie voor de Inlichtingen- en Veiligheidsdiensten (CIVD), die veelal "Commissie Stiekem" wordt genoemd. Deze commissie brengt over haar werkzaamheden verslag uit aan de Tweede Kamer. Tot begin 2004 bestond de commissie uit de fractievoorzitters van de vier grootste politieke partijen. Tegenwoordig bestaat zij in principe uit alle fractievoorzitters.
De vaste commissies voor Defensie en Buitenlandse Zaken van de Tweede Kamer worden regelmatig door de MIVD en de AIVD geïnformeerd, bijvoorbeeld over de gevaren voor Nederlandse militairen in crisisgebieden.
Klachten over gedragingen van de inlichtingen- en veiligheidsdiensten worden door de Nationale Ombudsman behandeld.